# Cesare De Marchi
Cesare De Marchi (Genova, 11 dicembre 1949) è uno scrittore e traduttore italiano.

## Biografia
Ha studiato nella sua città e a Milano, dove si è laureato in filosofia. A Milano ha vissuto per molti anni insegnando nei licei, prima di trasferirsi nel 1995 in Germania, dove dal 2003 al 2012 ha presieduto la sezione di Stoccarda della Società Dante Alighieri.
Ha esordito come narratore con il volume di racconti autopubblicato L'ora di memoria (1981), parte dei cui contenuti, lievemente rielaborati, riproporrà nel volume Fuga a Sorrento (2003) e sulla rivista Nuova Prosa di cui è stato cofondatore nel 1987.
In seguito ha pubblicato per Sellerio i racconti Il bacio della maestra (1992), il romanzo La malattia del commissario (1994), tradotto in francese da Gallimard, e per Feltrinelli il suo libro a tutt'oggi più noto, Il talento (1997), che gli ha fruttato il premio Campiello e il premio Comisso. Ancora per Feltrinelli sono usciti i romanzi Una crociera nel 2000, La furia del mondo nel 2007, La vocazione nel 2010 e L'uomo con il sole in tasca nel 2012, mentre nel 2003 i racconti Fuga a Sorrento; per Il Saggiatore, i racconti Nove storie storiche, 2013; per Mondadori, il romanzo L’inseguitore, 2021. Con il romanzo La furia del mondo nel 2007 si è aggiudicato il Premio Dessì.
È anche traduttore e saggista attivo soprattutto nel campo della germanistica; del 2007 è il saggio Romanzi. Leggerli, scriverli, Feltrinelli; del 2013, L’arte di raccontare, Edizioni di storia e letteratura.

## Opere

### Romanzi
- La malattia del commissario, Cooperativa Italiana Librai, Forlì, 1990; nuova ed., Palermo, Sellerio, 1994.
- Il talento, Milano, Feltrinelli, 1997; nuova ed. accresciuta, Milano, Mondadori, 2022.
- Una crociera, Milano, Feltrinelli, 2000.
- La furia del mondo, Milano, Feltrinelli, 2007.
- La vocazione, Milano, Feltrinelli, 2010.
- L'uomo con il sole in tasca, Milano, Feltrinelli, 2012.
- L’inseguitore, Milano, Mondadori, 2021.

### Racconti
- L'ora di memoria, Colophon, 1981.
- Il bacio della maestra, Palermo, Sellerio, 1992.
- Fuga a Sorrento, Milano, Feltrinelli, 2003.
- Nove storie storiche, Milano, Il Saggiatore, 2013.

### Traduzioni, curatele, saggistica in volume
- Theodor Fontane, Amori, errori, trad. e saggio introduttivo, Milano, Mondadori, 1982; Greco&Greco, 1993.
- Cardinale di Retz, La congiura del conte Gian Luigi Fieschi, trad. e saggio introduttivo, Palermo, Sellerio, 1990.
- Franz Grillparzer, Guai a dire bugie!, trad. e saggio introduttivo, Greco&Greco, 1991.
- Michele Scherillo, Vita di Giacomo Leopardi, cura e nota introduttiva, Greco&Greco, 1992.
- Friedrich Schiller, Kallias o della bellezza e altri scritti di estetica, traduzione e saggio introduttivo, Mursia, 1993
- Luigi Da Porto, La Giulietta nelle due edizioni cinquecentesche, edizione critica, nota al testo e saggio introduttivo, Collana Classici, Firenze, Giunti, 1994.
- Klaus Wagenbach, Due passi per Praga insieme a Kafka, Milano, Feltrinelli, 1996, ISBN 88-07-420-75-9.
- Honoré de Balzac, Il padre Goriot, trad. e saggio introduttivo, Milano, Feltrinelli, 2004.
- Lettere d´uomini oscuri, trad. e saggio introduttivo, Milano, BUR, 2004.
- Arthur Schnitzler, Novelle, trad. e saggio introduttivo, Milano, Feltrinelli, 2006.
- Romanzi. Leggerli, scriverli, saggio, Milano, Feltrinelli, 2007.
- L’arte di raccontare, saggio, Roma, Edizioni di Storia e Letteratura, 2013.
- Alfredo Casella, I segreti della giara, saggio introduttivo e cura, Milano, Il Saggiatore, 2016.